# Батарея (формирование)

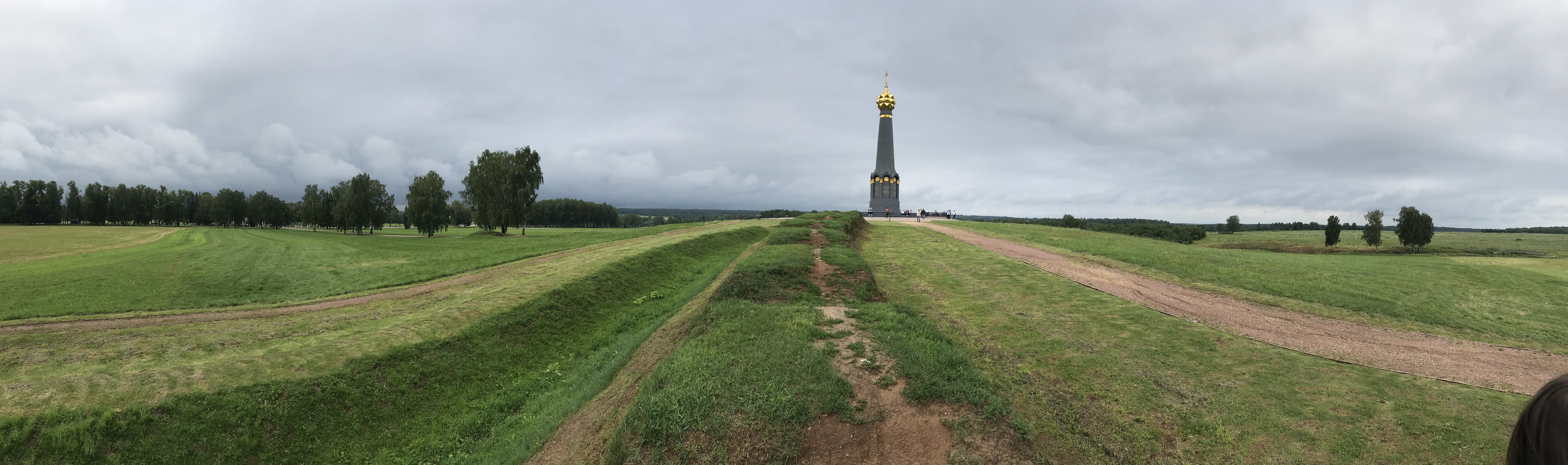
Батарея Раевского на Бородинском поле

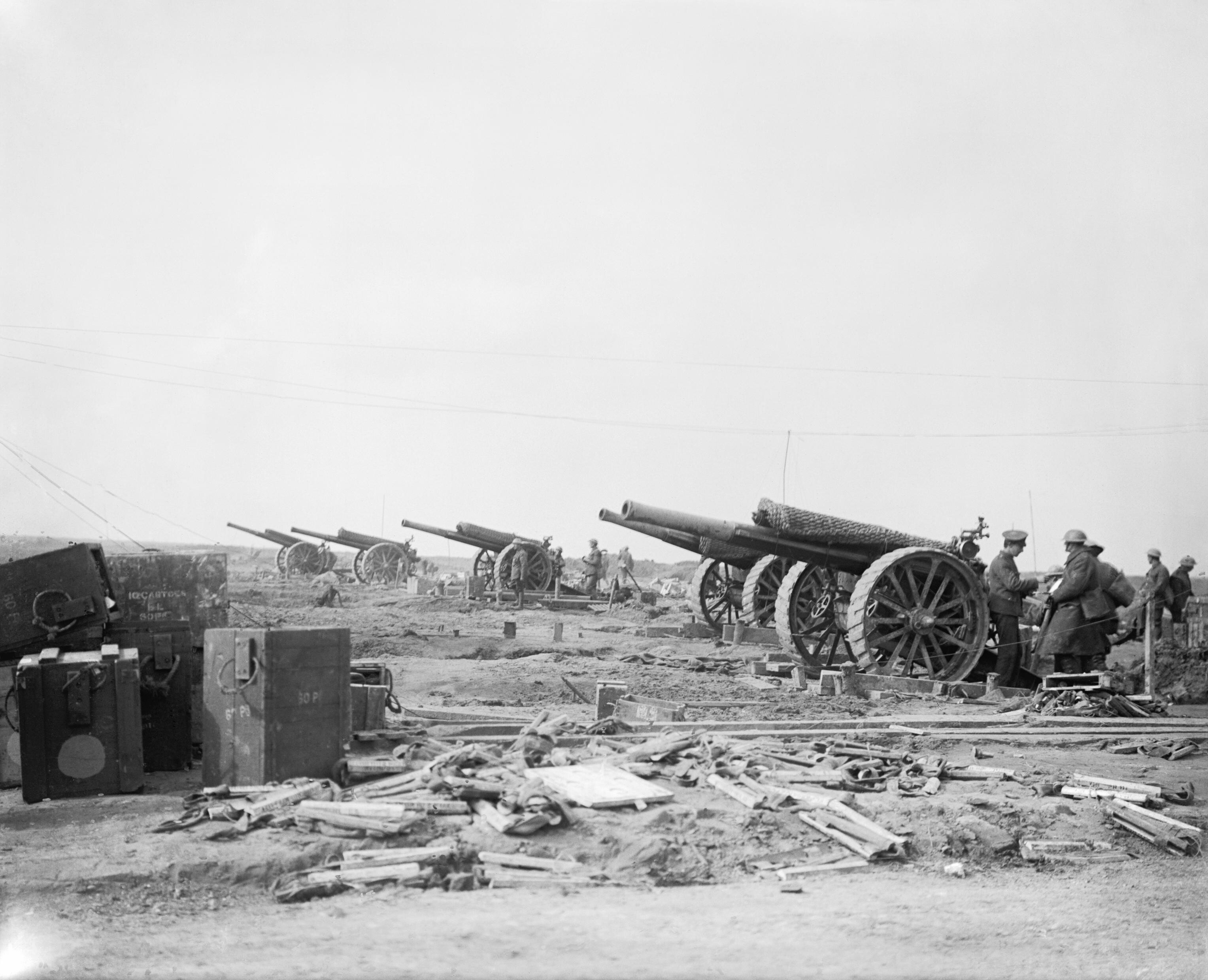
Батарея 60-фунтовых пушек Армии Великобритании.
Франция. 1917 год

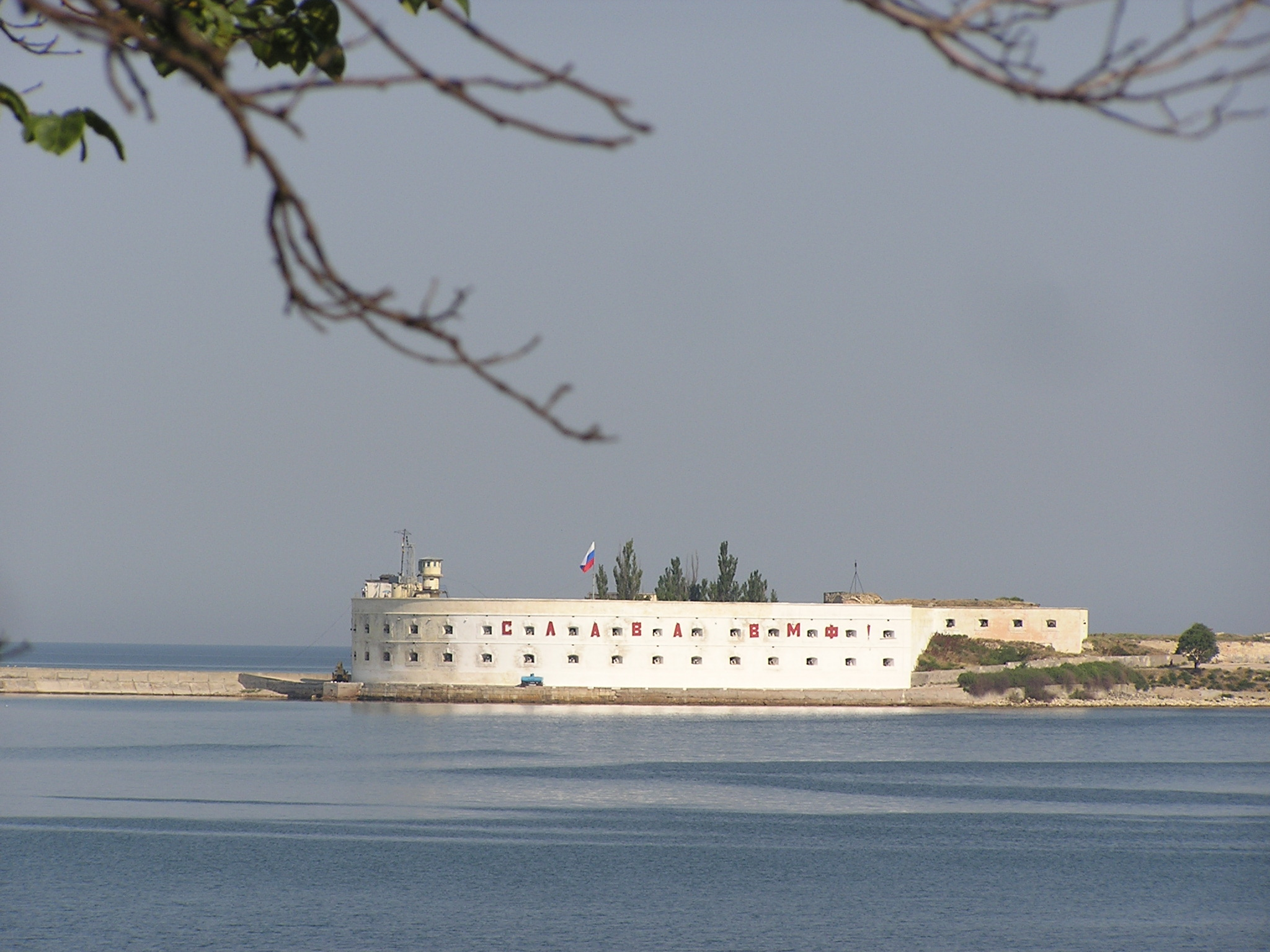
Константиновская батарея.
Севастополь

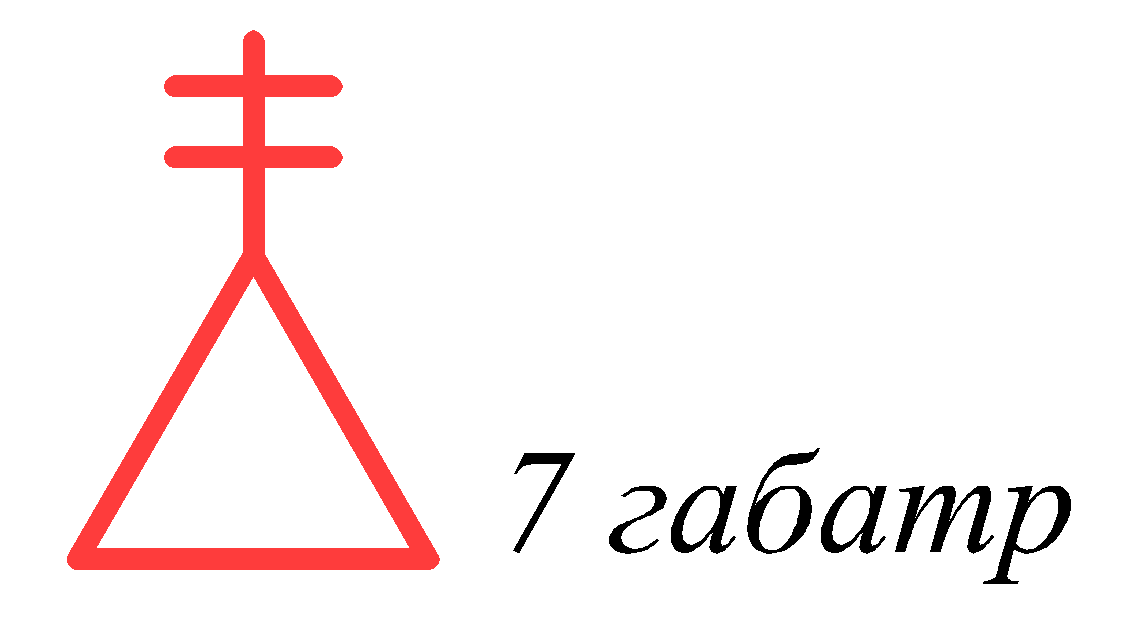
Знак командного пункта батареи (артиллерийской, зенитной, РСЗО) на военных топографических картах, принятый в СССР/России.
Примерное сокращение:
7 габатр — 7-я гаубичная батарея

Батаре́я (фр. batterie от battre «бить») — основное огневое (ударное) тактическое подразделение в артиллерии, ракетных, зенитных ракетных, ракетно-артиллерийских, а также в береговых войсках и надводных кораблях военно-морского флота. 
Также термин применяется к специальным подразделениям управления и боевого обеспечения. 
На прежних исторических этапах в военно-морском флоте, термином «батарея» могли обозначаться фортификационные укрепления и артиллерийские суда.

## История
Первоначально термином «батарея» обозначали временное сосредоточение на одной позиции некоторого количества артиллерийских орудий. 
Так, в Ваграмской битве в Австрии в июле 1809 года, в две батареи французской армии были сведены 120 орудий. 
В Бородинское сражение сводная батарея Раевского вступила в составе из 18 орудий.
Во многих армиях мира с 30-х годов XIX века батареи стали штатными формированиями (тактическо-административными единицами постоянного состава). До данного периода артиллерийские подразделения назывались артиллерийскими ротами.
Батареи делились на два типа по способу передвижения:
- пешие батареи — орудия на конной тяге, орудийные расчёты пешие;
- конные батареи — орудия на конной тяге, орудийные расчёты на лошадях.

В 1805 году в Вооружённых силах Российской империи, было введено разделение пеших артиллерийских рот, в зависимости от основного вооружения (пушек), на батарейные роты и лёгкие роты. Батарейные роты были вооружены бронзовыми 12-фунтовыми пушками средней и малой пропорции и 1/2-пудовыми единорогами, а лёгкие роты — 6-фунтовыми пушками и 1/4-пудовыми единорогами.
Обычно в батареях (ротах) царской армии в конце XVIII - начале XIX столетия было 12 орудий; впоследствии их число сократилось до 8. В других армиях батареи состояли из 6-8 орудий. Батареи в количестве 2—3 сводились в артиллерийский дивизион.
Накануне Первой мировой войны батареи в составе дивизионов стали вооружаться однотипными орудиями.

## Состав, командование и численность
Батарея возглавляется офицером в должности командир батареи. 
В зависимости от типа и рода войск батарея может состоять из взводов, из отделений, либо взводов и отделений.
По организационно-штатной принадлежности батареи могут быть отдельными (вне дивизионов). К таким относятся отдельные батареи в составе полковой и батальонной артиллерии и некоторые батареи управления и боевого обеспечения при штабе полка/бригады/дивизии. Либо входить в состав артиллерийского (ракетного, разведывательного артиллерийского, ракетно-паркового) дивизиона или полка (без сведения в дивизионы). 
Штат батареи зависит от её типа и принадлежности к вооруженным силам определённого государства. В ВС СССР и ВС РФ в управление артиллерийской батареи как правило входили и входят командир батареи, техник батареи, старшина батареи а также начальник медицинского пункта батареи. 
В отличие от формирования аналогичного уровня рота в других родах войск, в артиллерийских батареях сухопутных войск ВС СССР должность заместителя командира батареи отсутствовала. По традиции советской военной школы, командир 1-го огневого взвода (по внутренней нумерации в батарее) является старшим офицером батареи (сокращённо — СОБ) и по совместительству выполняет обязанности заместителя командира батареи. Он является начальником для остальных командиров огневых взводов батареи. Старший офицер батареи отвечает за состояние и боевую готовность огневых взводов, подготовку и организацию их к боевым действиям и отвечает за выполнение ими боевых задач.
На современном этапе в различных армиях мира артиллерийская батарея состоит из: 
- управление батареи;
- взвод управления (или отделение управления)
- 2—3 огневых взвода;
- отделение тяги (для буксируемых орудий)

На вооружении батареи может быть от 4 до 9 орудий (миномётов, боевых машин РСЗО, ПТРК).

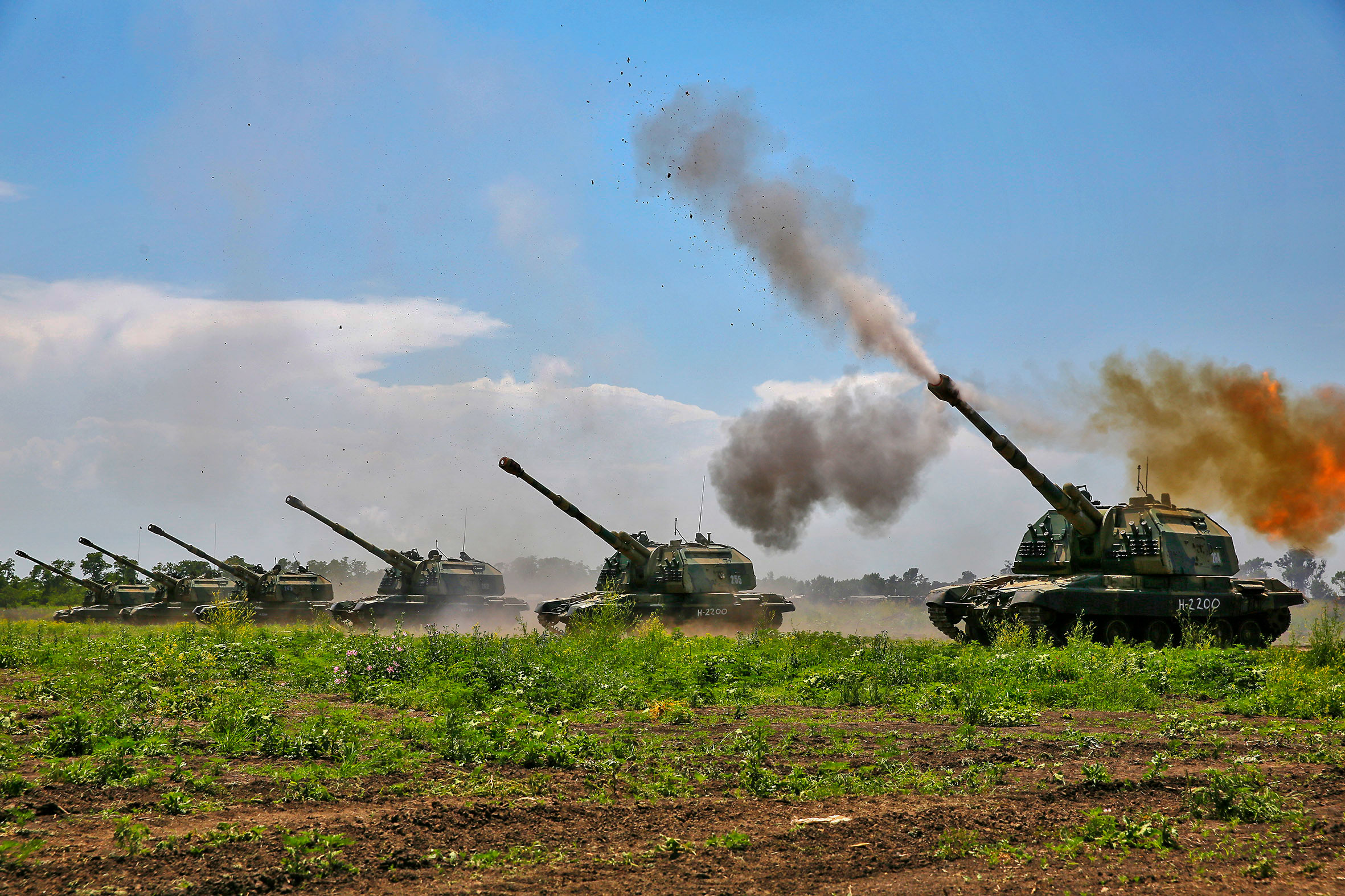
Самоходная батарея 2С19М1 «Мста-С» 227-й артиллерийской бригады на учебных стрельбах 24 июля 2019 года на Северном Кавказе

Как в советской, так и в нынешней российской военной терминологии для батарей в ракетных и ракетно-артиллерийских дивизионах принят термин не огневая, а стартовая батарея. В состав стартовой батареи может входить 1—2 стартовых отделения, а на вооружении находиться 1—2 ракетных комплекса. К примеру в 1980-е годы составе отдельного ракетного дивизиона мотострелковой дивизии (танковой дивизии) ВС СССР входило 2 стартовые батареи в каждой из которых было 2 тактических ракетных комплекса типа «Луна-М» или «Точка-У». 
В батареях боевого обеспечения в войсках ПВО также нет деления на взводы. К примеру в войсках ПВО СССР батарея радиолокационной разведки и управления состояла из расчётов радиолокационных станций, подразделения управления, связи, топографической привязки и отделения зенитных установок.
Взвод управления в артиллерийской батарее выполняет разведку целей, обслуживание стрельбы и обеспечивает связь между наблюдательным пунктом батареи, огневой позицией и штабом артиллерийского дивизиона. 
Численность личного состава батареи зависит от его типа и государственной принадлежности. К примеру в Советской армии конца 1980-х годов батареи в составе полков, бригад и дивизий в зависимости от предназначения и рода войск имели следующую численность (в скобках указано количество основного вооружения):
- зенитная ракетная батарея зенитного ракетного полка (4 единицы ЗРК Оса) — 25 человек;
- зенитная ракетная батарея зенитного ракетного полка (4 ЗРК Куб) — 30 человек;
- противотанковая батарея мотострелкового полка на БТР (9 9П148) — 40 человек;
- стартовая батарея отдельного ракетного дивизиона (2 ТРК Луна-М или 2 Точка-У) — 40 человек;
- батарея управления и радиолокационной разведки зенитного ракетного полка на ЗРК Куб или ЗРК Оса — 55 человек;
- самоходная артиллерийская батарея (6 122-мм САУ 2С1) — 55 человек;
- самоходная артиллерийская батарея (6 152-мм САУ 2С3) — 60 человек;
- гаубичная артиллерийская батарея (6 122-мм гаубицах Д-30А) — 60 человек;
- реактивная артиллерийская батарея (6 122-мм РСЗО БМ-21) — 60 человек;
- зенитно-ракетная артиллерийская батарея в составе мотострелкового полка на БТР (4 ЗСУ-23-4 и 4 ЗРК Стрела-10) — 60 человек;
- зенитная артиллерийская батарея зенитного артиллерийского полка (6 С-60) — 65 человек;
- батарея управления и артиллерийской разведки мотострелковой или танковой дивизии — 70 человек;
- миномётная батарея мотострелкового батальона на БТР (8 120-мм 2Б11) — 75 человек;
- батарея управления артиллерийского полка мотострелковой или танковой дивизии — 75 человек;
- техническая батарея зенитного ракетного полка на ЗРК Куб — 85 человек;
- батарея артиллерийской разведки артиллерийского полка мотострелковой или танковой дивизии — 100 человек;

Штат артиллерийских батарей в армиях НАТО на тот же исторический период (1980-е годы) отличался от советских большим личным составом при схожем количестве орудий. К примеру в армии США они имели следующие показатели:
- гаубичная артиллерийская батарея (6 105-мм  M102) — 87;
- тяжёлая самоходная артиллерийская батарея (6 203-мм  САУ M110) — 122;
- самоходная артиллерийская батарея (8 единиц 155-мм САУ M109) — 129 человек.

## Применение

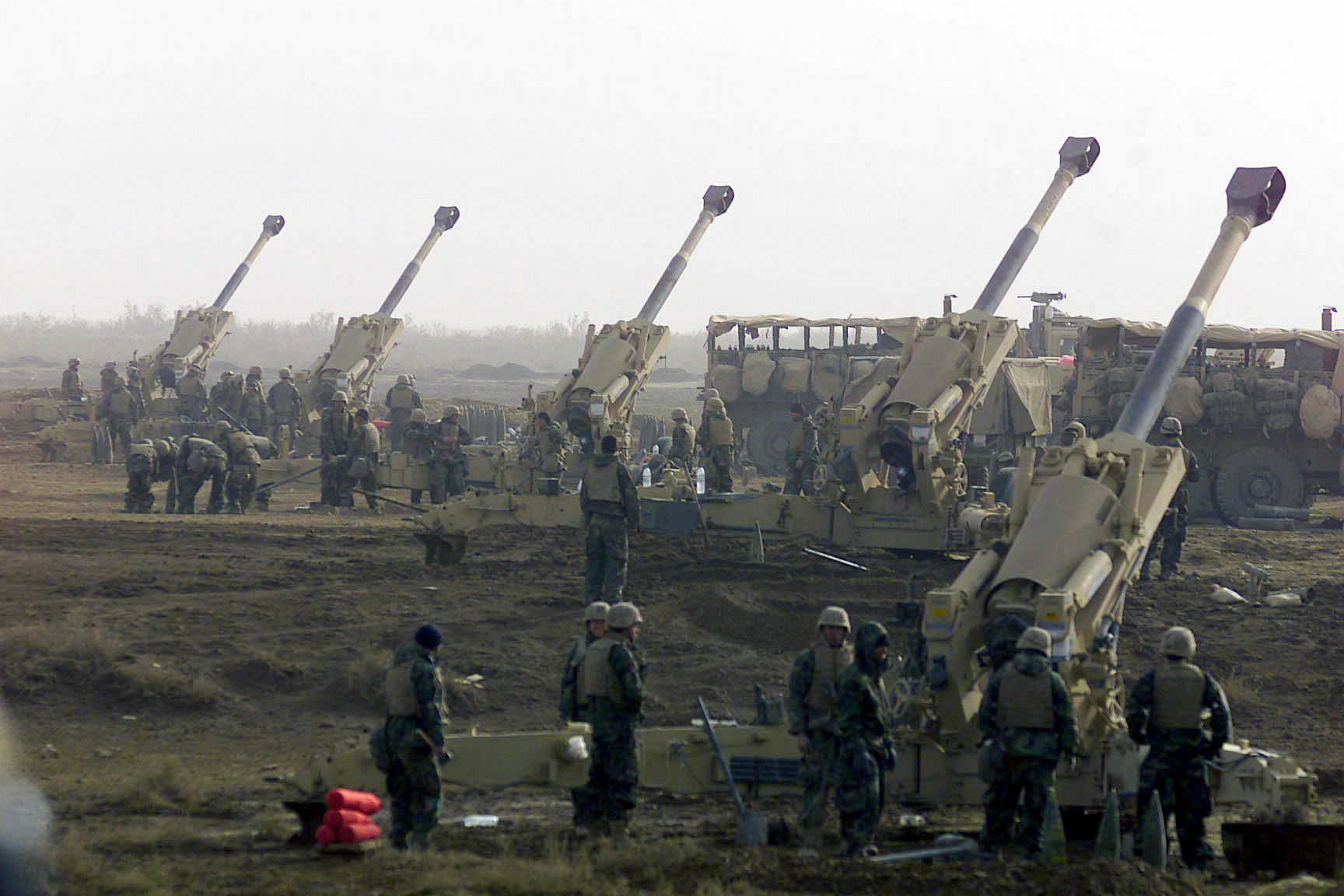
Батарея 155-мм гаубиц M198 1-й дивизии морской пехоты США.
Ирак. 2003 год

Батареи (артиллерийские, стартовые, зенитно-ракетные) для осуществления боевых задач развёртываются в боевой порядок основными элементами которого являются наблюдательный пункт и огневая позиция. 
Боевая задача батареями чаще всего выполняется в составе дивизиона.  При выполнении самостоятельных задач батарея может использоваться в полном составе, повзводно или отдельными орудиями. Батарея может одновременно выполнять одну либо несколько огневых задач, разделив их по взводам или орудиям.  
Батарея может развёртываться взводами и орудиями в необходимый по обстоятельствам боевой порядок разных типов: углом вперёд, углом назад, уступом вправо или уступом влево, либо в одну линию. На каждом рубеже батарее назначается полоса огня и дополнительные секторы обстрела. Орудиям назначаются секторы обстрела (основной и дополнительный), с расчётом чтобы сектора смежных орудий частично перекрывали друг друга. Для полного огневого взаимодействия огневые взвода батареи могут быть рассредоточены друг от друга на 300—500 метров. Рассредоточение между смежными батареями обычно не превышает половины дальности прямого выстрела (для ПТУР — половины максимальной дальности пусков). 
Пределы развёртывания боевых порядков батареи зависят от её типа и калибра орудий. К примеру батарея противотанковых орудий развёртывается до 1 500 метров по фронту и до 500 метров по глубине. Батарея ПТУР развёртывается на фронте в 2 000 метров и глубиной до 1 000 метров. 

## Типы батарей в сухопутных войсках и войсках ПВО
Встречаются следующие типы батарей:
- артиллерийские батареи (пушечные, гаубичные, реактивные (РСЗО), противотанковые артиллерийские, ПТРК, миномётные);
- стартовые батареи (в ракетных войсках);
- батареи управления (в штате артиллерийских и ракетных бригад и полков, батарея управления начальника артиллерии дивизии);
- зенитные батареи (зенитные артиллерийские батареи, зенитно-артиллерийские батареи, зенитные ракетные батареи);
- батареи боевого обеспечения (артиллерийской разведки, топогеодезические, звукометрические, радиотехнические, метеорологические, фотограмметрические);
- технические батареи (для обслуживания ракетной техники в войсках ПВО и ракетных войсках);
- парковые батареи.

## Типы батарей в военно-морском флоте

### Батарея корабельной артиллерии
Батарея корабельной артиллерии имеет два значения:
1. От двух до восьми однотипных орудий крупных, средних или малых калибров, которые на корабле объединены по месту установки и средствам управления.
2. Подразделение артиллерийской боевой части корабля, аналогичное башне или группе. При наличии дивизионов — входит в их состав.

### Батарея береговой артиллерии

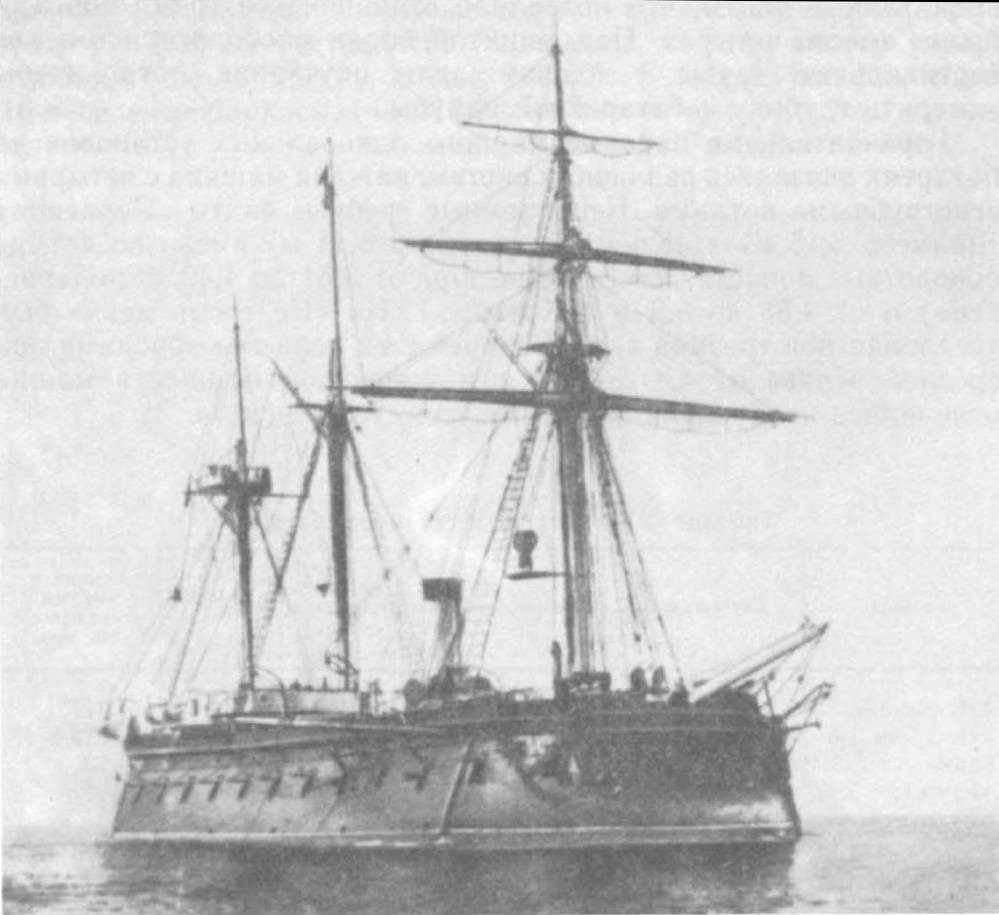
Плавучая батарея «Первенец».
1863 год

Батарея береговой артиллерии — артиллерийское подразделение, включающее 3—6 орудий одного калибра, радиотехнические и оптические средства обнаружения и наблюдения за морскими целями, приборы управления стрельбой и средства связи. Могут быть как стационарными, так и мобильными (самоходные орудия либо буксируемые орудия).

### Плавучая батарея
Плавучая батарея, Батарея плавучая — исторический термин, обозначавший в XIX веке буксируемое либо самоходное судно, вооружённое артиллерией. Предназначались для обороны военно-морских баз и кораблей на рейде, а также огневой поддержки войск, действующих на побережье. 
В 1877—1878 годах в царском флоте на Чёрном море было построено семь несамоходных броненосных плавучих батарей. По конструкции каждая представляла собой деревянные понтоны, объединённые общей платформой, на которую были установлены нарезные орудия (три единицы 152-мм орудий и два 229-мм орудия) и две гладкоствольные 152-мм «пушко-корронады».
Для защиты от вражеского огня имелся лобовой броневой бруствер толщиной 6 дюймов. По бортам толщина колебалась от 1 до 2 дюймов.
Ввиду отсутствия на Чёрном море броненосного флота, запрещённого Парижским трактатом 1856 года, наличие подобных плавучих батарей было достаточным для предотвращения нападения противника на охраняемые базы и проливы.

### Торпедная батарея
Торпедная батарея — исторический термин обозначавший 1—2 торпедных аппарата, установленных на побережье морских узкостей, для поражения кораблей противника, совершающих прорыв.